# دعينات (رخية)
'

تعديل مصدري - تعديل

دعينات هي إحدى قرى عزلة رخية بمديرية رخية التابعة لمحافظة حضرموت، بلغ تعداد سكانها 21 نسمة حسب تعداد اليمن لعام 2004.